# الکترومیرموکوکوس
الکترومیرموکوکوس (نام علمی: Electromyrmococcus) نام یک سرده از تیره شپشک آردی است. سنگواره این جانور در سال 2001 میلادی توصیف گردید.